# Уфимська провінція
Уфимська провінція - одна з провінцій Московського царства і з 1721 року Російської імперії. Центр - місто Уфа. 

## Історія
У XVI-XVIII сторіччях територія розселення башкир позначалася як Уфимський повіт або Башкирія, що складалася з наступних адміністративних одиниць: Казанська даруга, Ногайська даруга, Осінська даруга і Сибірська даруга: «З того часу Уфимський повіт або паче вся Башкирь (Башкирія) розділена на чотири дороги, іменовані по цьому: до Сибіру лежить сторона названа Сибірська дорога, до Казані - Казанська, до передмістя Осє (що побудований на Камі річці) - Осінська, а до степових народів прозвана Ногайською, що найменування в міркуванні всій Башкирії й досі спостерігаються».
29 травня 1719 року Казанська губернія була розділена на чотири провінції, в тому числі Уфимську провінцію. До складу провінції були включений міста: 
- Уфа з передмістями (дворів: селянських - 1198 і ясаків - 3134 - число ясацьких дворів для провінції вказано, в середньому по губернії на один ясак оброблюваної землі припадало приблизно 2,5 двори),
- Бірськ,
- Солікамськ,
- село Каракуліно.[2].

Після завершення башкирських повстань, в 1711 році Уфимський повіт передано в безпосереднє урядування Сенату. У 1728 році делегація башкир на чолі з Яркієм Янчуриним подало імператору Петру II прохання «Про вчинення розшуку з приводу образ і утисків, перенесених ними від воєвод і цілувальників, і про охорону їх вотчинних прав на землі», після чого вийшов імператорський наказ «Про відділення Уфимської провінції з Казанської губернії, про стан її у особливому відомстві Сенату», згідно з яким Уфімська провінція (крім Мензєлінська) була офіційно вилучена зі складу Казанської губернії і підпорядкована особливому урядуванню Сенату. 
15 березня 1744 року Уфимська провінція була включена до складу новоутвореної Оренбурзької губернії. . 
У листопаді 1775 року розподіл губерній на провінції було скасовано  . 

### Воєводи
| Ф. І. О.                | Титул, чин, звання | Час заміщення посади |
| ----------------------- | ------------------ | -------------------- |
| Петро Петрович Воєйков  |                    | ? -1738              |
| Петро Дмитрович Аксаков | Бригадир           | 1738-1740            |